# Michael Staack
Michael Staack (* 24. März 1959 in Stelle) ist ein deutscher Politikwissenschaftler und seit 2006 Professor an der Helmut-Schmidt-Universität/Universität der Bundeswehr Hamburg.

## Leben
Von 1977 bis 1984 studierte Staack Politische Wissenschaft, Öffentliches Recht und Neuere Geschichte an der Universität Hamburg und der Rheinischen Friedrich-Wilhelms-Universität Bonn. Seinen Abschluss als Diplom-Politologe machte er 1984 unter anderen bei Wolf Graf von Baudissin. Zugleich war er wissenschaftlicher Mitarbeiter von William Borm, dem ehemaligen Alterspräsidenten des Deutschen Bundestages. Von 1985 bis 1986 war Staack als Stipendiat der Volkswagenstiftung Research Fellow am Department of Government der Georgetown University und an der Brookings Institution in Washington, D.C. Danach war er wissenschaftlicher Assistent an der Freien Universität Berlin. 1987 erfolgte bei Helga Haftendorn am Fachbereich Politische Wissenschaft die Promotion zum Dr. phil. mit der Dissertation Entspannungskritik und rüstungskontrollpolitischer Entscheidungsprozess in den USA. Amerikanische Politik zwischen äusseren Krisen und innergesellschaftlichem Meinungsstreit 1981–1987.
1988 war Staack Stipendiat der John D. und Catherine T. MacArthur Foundation. Von 1990 bis 1994 war er am Center for Transatlantic Foreign and Security Policy der Freien Universität Berlin tätig und 1994/95 als Gastdozent an der Universität Essen. Von 1995 bis 1997 war Staack Stipendiat der Deutschen Forschungsgemeinschaft und habilitierte 1997 am Fachbereich Politische Wissenschaft mit der Arbeit Handelsstaat Deutschland. Deutsche Außenpolitik in einem neuen internationalen System. Von 1998 bis 2001 baute er das Institut für Deutschlandstudien an der Europäischen Humanistischen Universität in Minsk als Gründungsdirektor auf. Danach wechselte er als Professor für Internationale Politik an die Universität der Bundeswehr München und Direktor des Instituts für Internationale Politik, Sicherheitspolitik und Völkerrecht. Dort leitete er 2003/04 die Arbeitsgruppe „Internationalisierung“. 2004 war er Gastprofessor an der Fakultät für Internationale Beziehungen der Peking-Universität.
Im Jahre 2006 folgte Staack einen Ruf an die Helmut-Schmidt-Universität, wo er seitdem W3- bzw. C4-Professor für Politikwissenschaft, insbesondere Theorie und Empirie der Internationalen Beziehungen ist. In Hamburg ist er seit 2009 auch Mitglied des Wissenschaftlichen Beirats am Institut für Theologie und Frieden. In den Jahren 2014 und 2017  war er Gastprofessor an der Pekinger Fremdsprachenuniversität und der China Foreign Affairs University. 2010 war er Prodekan und 2011/12 Dekan der Fakultät für Wirtschafts- und Sozialwissenschaften der Hamburger Bundeswehruniversität.
Überdies ist Staack seit 2006 an der Führungsakademie der Bundeswehr (FüAkBw) in Hamburg tätig, wo er Präses des Wissenschaftlichen Forums für Internationale Sicherheit (WIFIS) wurde. Seit 2008 ist er auch Mitglied des Wissenschaftlichen Beirats des Instituts für Friedensforschung und Sicherheitspolitik an der Universität Hamburg (IFSH) und seit 2009 Mitglied des Wissenschaftlichen Beirats des Instituts für Theologie und Frieden (ITHF) in Hamburg. Seit 2014 ist er Mitglied der Hochrangigen Beratergruppe der Außenminister Deutschlands und Südkoreas zu außenpolitischen Aspekten der Wiedervereinigung Koreas. Seit 2015 ist Michael Staack zudem Mitglied und seit 2016 Vorsitzender des Beirats der Clausewitz-Gesellschaft.

## Schriften (Auswahl)
Monografien
- Kurswechsel in Washington. Entspannungsgegner und Rüstungskontrolle unter der Präsidentschaft Ronald Reagan (= Forschungsberichte internationale Politik. Bd. 4). Quorum-Verlag, Berlin 1987, ISBN 3-88726-105-4.
- Menschenrechte und Sicherheit. Produktives Spannungsverhältnis oder Sollbruchstelle für den Ost-West-Dialog? (= Forschungsberichte internationale Politik. Bd. 8). Quorum-Verlag, Berlin 1989, ISBN 3-88726-109-7.
- Entspannungskritik und rüstungskontrollpolitischer Entscheidungsprozess in den USA. Amerikanische Politik zwischen äusseren Krisen und innergesellschaftlichem Meinungsstreit 1981–1987. Nomos, Baden-Baden 1989, ISBN 3-7890-1699-3.
- Handelsstaat Deutschland. Deutsche Außenpolitik in einem neuen internationalen System. Schöningh, Paderborn u. a. 2000, ISBN 3-506-78625-3.
- Multilateralism and multipolarity. Structures of the emerging world order (= WIFIS aktuell. Vol. 47). Budrich, Opladen u. a. 2013, ISBN 978-3-8474-0079-0.
- Der Ukraine-Konflikt und die gesamteuropäische Sicherheit (= WIFIS aktuell. Vol. 55). Budrich, Opladen u. a. 2015, ISBN 978-3-8474-0742-3.
- Deutsche Außenpolitik unter Stress (= WIFIS aktuell. Vol. 58). Budrich, Opladen u. a. 2016, ISBN 978-3-8474-0792-8.

Herausgeberschaften
- Aufbruch nach Gesamteuropa. Die KSZE nach der Wende im Osten (= Forschungsberichte internationale Politik. Bd. 15). 2. Auflage, Lit, Münster u. a. 2003, ISBN 3-89473-309-8.
- mit Rüdiger Voigt: Europa nach dem Irak-Krieg. Ende der transatlantischen Epoche? Nomos, Baden-Baden 2004, ISBN 3-8329-0940-0.
- Die Zukunft der nuklearen Ordnung (= Schriftenreihe des Wissenschaftlichen Forums für Internationale Sicherheit. Bd. 27). Edition Temmen, Bremen 2009, ISBN 978-3-8378-4003-2.
- mit Gunther Hauser, Elmar Wiesendahl: Zielsetzung und Wirksamkeit von Auslandseinsätzen (= Schriftenreihe des Wissenschaftlichen Forums für Internationale Sicherheit. Bd. 28). Edition Temmen, Bremen 2009, ISBN 978-3-8378-4009-4.
- Gesamteuropäische Friedensordnung 1989–2009 (= Schriftenreihe des Wissenschaftlichen Forums für Internationale Sicherheit. Bd. 29). Edition Temmen, Bremen 2010, ISBN 978-3-8378-4013-1.
- Zur Aktualität des Denkens von Wolf Graf von Baudissin. Baudissin Memorial Lecture (= WIFIS aktuell. Bd. 46). Budrich, Opladen 2011, ISBN 978-3-86649-450-3.
- Einführung in die internationale Politik. Studienbuch. 5., vollständig überarbeitete Auflage, Oldenbourg, München 2012, ISBN 978-3-486-59117-0.
- Asiens Aufstieg in der Weltpolitik (= Schriftenreihe des Wissenschaftlichen Forums für Internationale Sicherheit. Bd. 30). Budrich, Opladen u. a. 2013, ISBN 978-3-86649-475-6.
- mit Dan Krause: Schutzverantwortung in der Debatte. Die "Responsibility to Protect" nach dem Libyen-Dissens (= Schriftenreihe des Wissenschaftlichen Forums für Internationale Sicherheit. Bd. 32). Budrich, Opladen u. a. 2014, ISBN  978-3-8474-0600-6.
- Im Ziel? – zur Aktualität der Inneren Führung. Baudissin Memorial Lecture (= WIFIS aktuell. Bd. 49). Budrich, Opladen u. a. 2014, ISBN 978-3-8474-0120-9.
- mit Dan Krause: Europa als sicherheitspolitischer Akteur (= Schriftenreihe des Wissenschaftlichen Forums für Internationale Sicherheit. Bd. 31). Budrich, Opladen u. a. 2014, ISBN 978-3-8474-0052-3.
- Entwicklung, Frieden, Sicherheit. Drei Perspektiven auf Entwicklungen in Afrika (= WIFIS aktuell. Bd. 54). Budrich, Opladen u. a. 2015, ISBN 978-3-8474-0708-9.